# Price-Gleichung
Die Price-Gleichung (original: Price equation oder Price's equation) ist eine Kovarianz-Gleichung, die eine mathematische Beschreibung der Evolution und der Natürlichen Selektion darstellt. Aufgestellt hat sie der Amerikaner George R. Price, als er 1967 in London an einer alternativen Herleitung von William D. Hamiltons Arbeit zur Verwandtenselektion arbeitete.
Mittlerweile findet die Gleichung auch in der Wirtschaftstheorie Anwendung.

## Details
Man betrachte nun eine Population mit den Elementen {\displaystyle i}. ({\displaystyle i} ist ein Index, der die Elemente durchnummeriert.) Element {\displaystyle i} habe die Fitness {\displaystyle w_{i}}. 
{\displaystyle z_{i}} schließlich sei ein Maß für eine Eigenschaft des Elementes {\displaystyle i}, dessen Evolution betrachtet werden soll. Als konkrete Beispiele könnte man sich vorstellen, dass {\displaystyle z_{i}} der Abstand ist, in dem ein Jäger ein Beutetier noch von einem gleich großen Nicht-Beutetier visuell unterscheiden kann, oder schlicht die maximale Fortbewegungsgeschwindigkeit oder Körperkraft. 
Die Price-Gleichung besagt nun, dass
{\displaystyle {\overline {w}}\Delta {\overline {z}}=\operatorname {cov} (w_{i},z_{i})+\operatorname {E} (w_{i}\Delta z_{i}),\,\!}
gilt. Hierbei ist {\displaystyle {\overline {w}}} die durchschnittliche Fitness und {\displaystyle \Delta {\overline {z}}={\overline {z'}}-{\overline {z}}} ist die Änderung in der durchschnittlichen Eigenschaft. Der Term {\displaystyle \operatorname {cov} (w_{i},z_{i})} ist die Kovarianz der Eigenschaft im Hinblick auf die Fitness in der Population und {\displaystyle \operatorname {E} (w_{i}\Delta z_{i})} ist der Erwartungswert (Mittelwert) der Fitness eines einzelnen Individuums multipliziert mit der Änderung in der Eigenschaft ebendieses Individuums. 
Im Spezialfall {\displaystyle z_{i}=w_{i}} – wenn also die Fitness selbst die betrachtete Eigenschaft ist – ist die Price-Gleichung eine Neuformulierung von Fishers fundamentalem Theorem der natürlichen Auslese.
Erläuterungen und Anmerkungen
- {\displaystyle \operatorname {cov} (w_{i},z_{i})}: es ist üblich, stattdessen die Schreibweise {\displaystyle \operatorname {cov} (w,z)} zu verwenden, um anzudeuten, dass die Kovarianz eine Eigenschaft des gesamten Datensatzes {\displaystyle (w_{i},z_{i})} ist, also alle Datenpaare {\displaystyle (w_{i},z_{i})} in diese Berechnung mit eingehen. Mit der veränderten Schreibweise kann man aber sofort erkennen, dass die Berechnung auf der gleichen Ebene wie die Berechnung des Erwartungswertes stattfindet.
- Der letzte Term (der Erwartungswert) ist nur dann ungleich null, wenn sich der Wert der Eigenschaft beim Übergang von einer Generation zur nächsten ändern kann. Bleibt {\displaystyle z_{i}} hingegen konstant, erhält man die vereinfachte Price-Gleichung: {\displaystyle {\overline {w}}\Delta {\overline {z}}=\operatorname {cov} (w_{i},z_{i})}.
- Ist hingegen {\displaystyle \Delta \ z_{i}} Δzi von null verschieden, kann man die Price-Gleichung in sich selbst einsetzen – genaugenommen in den Erwartungswert am Ende – indem man jede Gruppe {\displaystyle i} in weitere Untergruppen {\displaystyle ij} aufteilt. (Die Einführung des zweiten Indexes {\displaystyle j} stellt mathematisch diese weitere Unterteilung dar.):

{\displaystyle {\overline {w}}\Delta {\overline {z}}=\operatorname {cov_{i}} (w_{i},z_{i})+\operatorname {E_{i}} (\operatorname {cov_{j}} (w_{ij},z_{ij})+\operatorname {E_{j}} (w_{ij}\Delta z_{ij})),\,\!}
- Dieser Vorgang wird möglich, weil die Werte mit nur einem Index genauso Durchschnitte für die Werte mit zwei Indizes darstellen, wie es die Werte ohne Index für diejenigen mit nur einem Index tun. (Siehe dazu auch das Beispiel zur Evolution des Altruismus weiter unten.) Um Missverständnisse zu vermeiden wurden an die Operatoren {\displaystyle E} und {\displaystyle \operatorname {cov} } jeweils der Index angefügt, auf den diese Operatoren wirken.
- Dieses rekursive Einsetzen kann im Prinzip beliebig häufig wiederholt werden. Praktisch wird irgendwann eine Ebene der Selektion erreicht sein, in der sich {\displaystyle z_{i}} nicht ändert.
- Gruppe (Stamm, Rudel, Schwarm, Volk), Individuum, Gene, Proteine sind ein Beispiel für einen vierstufigen Selektionsprozess. Auf diese Weise wird klar, dass die Price-Gleichung das mathematische Fundament der Multilevel Selektionstheorie von (u. a.) David Sloan Wilson und Elliott Sober ist. (Siehe Abschnitt Geschichte.)

## Geschichte
Obwohl die Bedeutung der Gleichung – wie das ganze Werk Prices – von Hamilton und einigen anderen Experten der Evolutionstheorie schnell erfasst wurde, rückte sie erst 1995 durch einen Artikel von Steven A. Frank wieder ins Zentrum des wissenschaftlichen Interesses. Sie spielt eine zentrale Rolle in der Multilevel Selektionstheorie von Wilson und Sober, dargelegt in ihrem Buch von 1999. James Swartz schließlich holte die Gleichung mit seiner Biographie Prices (2000) endgültig aus dem Dunkel der Geschichte. (Vergl. Literaturangaben)

## Beweis der Price-Gleichung
Für den Beweis werden die folgenden Definitionen benötigt. Sei 
{\displaystyle n_{i}} die Anzahl des Vorkommens des reellen Zahlenpaares {\displaystyle (x_{i},y_{i})}.
- Der Durchschnitt oder Erwartungswert einer beliebigen Größe x ist dann:

{\displaystyle {\overline {x}}=\operatorname {E} (x_{i})\equiv {\frac {\sum _{i}x_{i}n_{i}}{\sum _{i}n_{i}}}~~~~~~~~~~~~~~~(1)}
- Und die Kovarianz zwischen {\displaystyle x_{i}} und {\displaystyle y_{i}} ist:

{\displaystyle \operatorname {cov} (x_{i},y_{i})\equiv {\frac {\sum _{i}n_{i}~[x_{i}-\operatorname {E} (x_{i})]~[y_{i}-\operatorname {E} (y_{i})]}{\sum _{i}n_{i}}}=\operatorname {E} (x_{i}y_{i})-\operatorname {E} (x_{i})\operatorname {E} (y_{i})~~~~~~~~~~~~~~~(2)}
Es liege nun eine Population von Organismen vor, die alle eine genetische Eigenschaft haben, die durch eine reelle Zahl {\displaystyle z} beschrieben wird.
Dann können Gruppen von Individuen innerhalb der Population definiert werden, die den gleichen Wert {\displaystyle z} haben. Der Index {\displaystyle i} beschreibe die Gruppe mit der Eigenschaft {\displaystyle z_{i}} und '{\displaystyle n_{i}} sei die Anzahl Individuen, aus denen die Gruppe besteht. Die Gesamtgröße der Population sei {\displaystyle n} – die Summe aller {\displaystyle n_{i}}:
{\displaystyle n=\sum _{i}n_{i}\,}
Der Durchschnittswert der Eigenschaft {\displaystyle z} ist dann:
{\displaystyle {\overline {z}}={\frac {\sum _{i}z_{i}n_{i}}{n}}~~~~~~~~~~~~~~~~~~(3)}
Man nehme nun an, dass sich die Population vollständig um eine Generation weiterentwickelt. Alle Individuen der Elterngeneration seien verschwunden und in einem Selektionsprozess seien die am wenigsten angepassten Individuen der Kindgeneration aus der sich reproduzierenden Population entfernt worden.
Nach Reproduktion und Selektion habe sich die Größe der Population auf den Wert {\displaystyle n_{i}'} geändert. Allgemein bezeichnen gestrichelte Werte nun Werte der Kindgeneration, ungestrichelte Werte die Werte der Elterngeneration.
Die Fitness von Gruppe {\displaystyle i} sei nun definiert als das Verhältnis der Größen von Kind- zu Elterngeneration:
{\displaystyle w_{i}={\frac {n_{i}'}{n_{i}}}~~~~~~~~~~~~~~~~~(4)}
wobei die durchschnittliche Fitness (zweites "=" mit Gleichung (4))
{\displaystyle {\overline {w}}={\frac {\sum _{i}w_{i}n_{i}}{n}}={\frac {\sum _{i}n_{i}'}{n}}~~~~~~~~~~~~~(5)}
ist.
Die Gesamtgröße der Kindgeneration ist {\displaystyle n'}, wobei:
{\displaystyle n'=\sum _{i}n'_{i}\,}
wodurch Gleichung (5) zu 
{\displaystyle {\overline {w}}={\frac {n'}{n}}~~~~~~~~~~~~~(5a)}
wird.
Der durchschnittliche Wert {\displaystyle z'} der betrachteten Eigenschaft in der Kindgeneration ist:
{\displaystyle {\overline {z'}}={\frac {\sum _{i}z'_{i}n_{i}'}{n'}}~~~~~~~~~~~~~(6)}
Hierbei sind {\displaystyle z'_{i}} die (möglicherweise veränderten) Werte der betrachteten Eigenschaft in der Kindgeneration. Aus den Gleichungen (1) und (2) folgt:
{\displaystyle \operatorname {cov} (w_{i},z_{i})=\operatorname {E} (w_{i}z_{i})-{\overline {w}}~{\overline {z}}\,~~~~~~~~~~~~~~~(7)}
und 
{\displaystyle \operatorname {E} (w_{i}\Delta z_{i})=\operatorname {E} (w_{i}z'_{i})-\operatorname {E} (w_{i}z_{i})\,~~~~~~~~~~~~~~~(8)}
Schreibt man Gleichung (7) mit Hilfe von Gleichung (8) um, erhält man: 
{\displaystyle \operatorname {cov} (w_{i},z_{i})+\operatorname {E} (w_{i}\Delta z_{i})=\operatorname {E} (w_{i}z'_{i})-{\overline {w}}~{\overline {z}}\,~~~~~~~~~~~~~~~(9)}
Mit Gleichung (1) schreibt man den ersten Term auf der rechten Seite von Gleichung (9):
{\displaystyle \operatorname {E} (w_{i}z'_{i})={\frac {\sum _{i}w_{i}z'_{i}n_{i}}{n}}~~~~~~~~~~~~~~~(10)}
Und mit Gleichung (4) vollzieht man in Gleichung (10) eine weitere Umformung:
{\displaystyle \operatorname {E} (w_{i}z'_{i})={\frac {\sum _{i}w_{i}z'_{i}n_{i}}{n}}={\frac {\sum _{i}z'_{i}n'_{i}}{n'}}~{\frac {n'}{n}}~~~~~~~~~~~~~~~(11)}
Und in einem dritten Schritt wendet man auf die rechte Seite von Gleichung (11) die Gleichungen (5a) und (6) an und erhält:
{\displaystyle \operatorname {E} (w_{i}z'_{i})={\overline {z'}}~{\overline {w}}~~~~~~~~~~~~~~~(12)}
Setzt man nun Gleichung (12) in Gleichung (9) ein, erhält man die Price-Gleichung:
{\displaystyle \operatorname {cov} (w_{i},z_{i})+\operatorname {E} (w_{i}\Delta z_{i})={\overline {w}}~{\overline {z'}}-{\overline {w}}~{\overline {z}}={\overline {w}}~\Delta {\overline {z}}\,}

## Beispiel: Evolution des Altruismus
Die Price-Gleichung vermag auf elegante Weise die Evolution einer Prädisposition in Richtung Altruismus zu beschreiben. 
Dazu wird Altruismus definiert als ein Verhalten, das einerseits die Fitness (den Fortpflanzungserfolg) des altruistischen Individuums reduziert, andererseits die durchschnittliche Fitness der Gruppe, der das altruistische Individuum angehört, erhöht. Verhält sich ein Individuum altruistisch gegenüber einem anderen Individuum, wird angenommen, dass beide der gleichen Gruppe angehören.

### Allgemeine Ableitung
Man betrachte eine Hierarchie von Gruppen:
- Die Gesamtpopulation wird in Gruppen aufgeteilt und mit dem Index {\displaystyle i} bezeichnet (durchnummeriert).
- Jede dieser Gruppen {\displaystyle i} habe eine Reihe Untergruppen, die mit dem Index {\displaystyle j} bezeichnet werden.

Individuen werden folglich mit zwei Indizes {\displaystyle i} und {\displaystyle j} zugeordnet, die angeben, zu welcher Gruppe und welcher Untergruppe ein Individuum gehört.
- {\displaystyle n_{ij}} sei die Anzahl Individuen des Typs {\displaystyle ij}.
- {\displaystyle z_{ij}} sei der Grad an Altruismus, den ein jedes Individuum der Untergruppe {\displaystyle ij} gegenüber allen Mitgliedern der Gruppe {\displaystyle i} zeigt.  Dieser Wert sei konstant von Generation zu Generation. Es gelte also: {\displaystyle z'_{ij}=z_{ij}}. Es sei darauf hingewiesen, dass eine Grundvoraussetzung dieses Modells ist, dass Altruismus nur innerhalb der eigenen Gruppe gezeigt wird. Altruismus entwickelt sich nur unter dem äußeren Druck einer konkurrierenden Gruppe. Gleichzeitig definieren Altruismusbeziehungen Umfang und Grenzen der Gruppe.

In diesem Modell sei die Fitness {\displaystyle w_{ij}} wie folgt definiert:
{\displaystyle w_{ij}={\frac {n'_{ij}}{n_{ij}}}=k-az_{ij}+bz_{i}~~~~~~~~~~~~~~~~~~~~~~(A.1)}
Der Term {\displaystyle az_{ij}} ist die Fitness, die das Individuum durch seinen eigenen Altruismus verliert. Sie sei proportional zum Grad des Altruismus {\displaystyle z_{ij}}, den das Individuum gegenüber Mitgliedern der eigenen Gruppe {\displaystyle i} zeigt.
Der Term {\displaystyle bz_{i}} ist die Fitness, die das Individuum durch den Altruismus der anderen Mitglieder seiner Gruppe {\displaystyle i} gewinnt. Dieser Gewinn ist proportional zum durchschnittlichen Altruismus {\displaystyle z_{i}} der Gruppe gegenüber ihren Mitgliedern.
Für die Untersuchungen zur Evolution des Altruismus ist es notwendig, dass {\displaystyle a} und {\displaystyle b} positive Zahlen sind.
Im Rahmen der Gruppe {\displaystyle i} ist das beschriebene Verhalten eines Individuums nur dann altruistisch, wenn {\displaystyle az_{ij}>bz_{i}} ist. 
Die Größe einer Gruppe ergibt sich aus der Summe über die Größen ihrer Teilgruppen:
{\displaystyle n_{i}=\sum _{j}n_{ij}\,}
Die jeweiligen Durchschnittswerte für die Gruppen ergeben sich aus der Summe über alle Subgruppen einer Gruppe und normiert auf die Größe der jeweiligen Gruppe als:
{\displaystyle z_{i}={\frac {\sum _{j}z_{ij}n_{ij}}{n_{i}}}=\operatorname {E_{j}} (z_{ij})~~~~~~~~~~~~~~~~~~~~~~(A.2)}
{\displaystyle w_{i}={\frac {\sum _{j}w_{ij}n_{ij}}{n_{i}}}={\frac {n'_{i}}{n_{i}}}=k+(b-a)z_{i}=\operatorname {E_{j}} (w_{ij})~~~~~~~~~~~~~~~~~~~~~~(A.3)}
Hieraus ergibt sich durch die Definition der Fitness wi sofort:
{\displaystyle n_{i}'=\sum _{j}n_{ij}'=n_{i}(k+(b-a)z_{i})~~~~~~~~~~~~~~~~~~~~~~(A.4)}
z'i berechnet sich völlig analog zu {\displaystyle z_{i}}, kann jedoch (im Gegensatz zur Konstanz von {\displaystyle z'_{ij}}) einen anderen Wert annehmen:
{\displaystyle z_{i}'={\frac {\sum _{j}z_{ij}n_{ij}'}{n_{i}'}}=\operatorname {E_{j}} (z'_{ij})~~~~~~~~~~~~~~~~~~~~~~(A.5)}
Die Gesamtgröße der Population ist:
{\displaystyle n=\sum _{ij}n_{ij}=\sum _{i}n_{i}~~~~~~~~~~~~~~~~~~~~~~(A.6)}
Für die globalen Durchschnittswerte, also die Durchschnitte über alle Gruppen, muss man über alle Gruppen bzw. alle Untergruppen addieren und dann durch die Gesamtgröße der Population dividieren:
{\displaystyle {\overline {z}}={\frac {\sum _{ij}z_{ij}n_{ij}}{n}}={\frac {\sum _{i}z_{i}n_{i}}{n}}=\operatorname {E_{i}} (z_{i})~~~~~~~~~~~~~~~~~~~~~~(A.7)}
{\displaystyle {\overline {w}}={\frac {\sum _{ij}w_{ij}n_{ij}}{n}}={\frac {\sum _{i}w_{i}n_{i}}{n}}={\frac {n'}{n}}=k+(b-a){\overline {z}}=\operatorname {E_{i}} (w_{i})~~~~~~~~~~~~~~~~~~~~~~(A.8)}
In der Kindgeneration ist die Gesamtgröße der Population:
{\displaystyle n'=\sum _{ij}n_{ij}'=\sum _{i}n_{i}'\ =n(k+(b-a){\overline {z}})~~~~~~~~~~~~~~~~~~~~~~(A.9)}
{\displaystyle {\overline {z'}}} berechnet sich vollkommen analog zu {\displaystyle {\overline {z}}}:
{\displaystyle {\overline {z'}}={\frac {\sum _{ij}z_{ij}n_{ij}'}{n'}}={\frac {\sum _{i}z_{i}'n_{i}'}{n'}}=\operatorname {E_{i}} (z'_{i})~~~~~~~~~~~~~~~~~~~~~~(A.10)}
Damit kann man wieder die Price-Gleichung zur Anwendung bringen. In diesem Fall benötigt man die Version, in der die Price-Gleichung einmal in sich selbst eingesetzt wurde:
{\displaystyle {\overline {w}}\Delta {\overline {z}}=\operatorname {cov_{i}} (w_{i},z_{i})+\operatorname {E_{i}} (\operatorname {cov_{j}} (w_{ij},z_{ij})+\operatorname {E_{j}} (w_{ij}\Delta z_{ij}))~~~~~~~~~~~~~~~~~~~~~~(A.11)}
Im ersten Schritt ergibt sich eine triviale Vereinfachung aus der Annahme {\displaystyle \Delta z_{ij}=0}:
{\displaystyle {\overline {w}}\Delta {\overline {z}}=\operatorname {cov_{i}} (w_{i},z_{i})+\operatorname {E_{i}} (\operatorname {cov_{j}} (w_{ij},z_{ij}))~~~~~~~~~~~~~~~~~~~~~~(A.12)}
Nun kann man die Kovarianzen gemäß der Definition nach Gleichung (2) aus dem Abschnitt Beweis der Price-Gleichung durch Erwartungswerte ausdrücken:
{\displaystyle {\overline {w}}\Delta {\overline {z}}=\operatorname {E_{i}} (w_{i}z_{i})-\operatorname {E_{i}} (w_{i})\operatorname {E_{i}} (z_{i})+\operatorname {E_{i}} (\operatorname {E_{j}} (w_{ij}z_{ij})-\operatorname {E_{j}} (w_{ij})\operatorname {E_{j}} (z_{ij}))~~~~~~~~~~~~~~~~~~~~~~(A.13)}
Wo keine Produkte in den Erwartungswerten stehen, kann man die Schreibweise mit den Gleichungen (A.2), (A.3), (A.7) und (A.8) ändern, damit sie der linken Seite der Gleichung entspricht. Zudem ist der Erwartungswert einer Summe gleich der Summe der Erwartungswerte der beiden Terme:
{\displaystyle {\overline {w}}\Delta {\overline {z}}=\operatorname {E_{i}} (w_{i}z_{i})-{\overline {w}}\,{\overline {z}}+\operatorname {E_{i}} (\operatorname {E_{j}} (w_{ij}z_{ij}))-\operatorname {E_{i}} (w_{i}z_{i})~~~~~~~~~~~~~~~~~~~~~~(A.14)}
Man erkennt, dass der erste und der vierte Term der rechten Seite der Gleichung sich gegenseitig aufheben.
{\displaystyle {\overline {w}}\Delta {\overline {z}}=-{\overline {w}}\,{\overline {z}}+\operatorname {E_{i}} (\operatorname {E_{j}} (w_{ij}z_{ij}))~~~~~~~~~~~~~~~~~~~~~~(A.15)}
Bis zu diesem Punkt wurde die Price-Gleichung nur umgeformt. Keine Elemente des Modells haben bislang Verwendung gefunden.
Jetzt jedoch werden die Gleichungen (A.1) und (A.8) eingesetzt:
{\displaystyle {\overline {w}}\Delta {\overline {z}}=-(k+(b-a){\overline {z}}){\overline {z}}+\operatorname {E_{i}} (\operatorname {E_{j}} ((k-az_{ij}+bz_{i})z_{ij}))~~~~~~~~~~~~~~~~~~~~~~(A.16)}
Durch Ausmultiplizieren und Getrenntschreiben der Erwartungswerte erhält man:
{\displaystyle {\overline {w}}\Delta {\overline {z}}=-k{\overline {z}}-(b-a){\overline {z}}^{2}+k\operatorname {E_{i}} (\operatorname {E_{j}} (z_{ij}))-a\operatorname {E_{i}} (\operatorname {E_{j}} (z_{ij}^{2}))+b\operatorname {E_{i}} (\operatorname {E_{j}} (z_{i}z_{ij}))~~~~~~~~~~~~~~~~~~~~~~(A.17)}
Einige der Erwartungswerte sind sehr einfach mit den oben angegebenen Gleichungen auszurechnen:
{\displaystyle {\overline {w}}\Delta {\overline {z}}=-k{\overline {z}}-(b-a){\overline {z}}^{2}+k{\overline {z}}-a\operatorname {E_{i}} (\operatorname {E_{j}} (z_{ij}^{2}))+b\operatorname {E_{i}} (z_{i}^{2})~~~~~~~~~~~~~~~~~~~~~~(A.18)}
Der erste und der dritte Term heben sich gegenseitig auf. Der Parameter {\displaystyle k} verschwindet somit gänzlich aus der rechten Seite der Gleichung. Zudem kann man den vierten Term mit Hilfe der Varianz (Kurzdefinition: cov(x,x)=var(x), also die Kovarianz einer Variable mit sich selbst) umschreiben:
{\displaystyle {\overline {w}}\Delta {\overline {z}}=-(b-a){\overline {z}}^{2}-a\operatorname {E_{i}} (\operatorname {var_{j}} (z_{ij})+(\operatorname {E_{j}} (z_{ij}))^{2})+b\operatorname {E_{i}} (z_{i}^{2})~~~~~~~~~~~~~~~~~~~~~~(A.19)}
Der eine neu hinzugekommene Erwartungswert lässt sich wieder leicht berechnen:
{\displaystyle {\overline {w}}\Delta {\overline {z}}=-(b-a){\overline {z}}^{2}-a\operatorname {E_{i}} (\operatorname {var_{j}} (z_{ij}))-a\operatorname {E_{i}} (z_{i}^{2})+b\operatorname {E_{i}} (z_{i}^{2})~~~~~~~~~~~~~~~~~~~~~~(A.20)}
Man fasst zusammen und dividiert die ganze Gleichung durch {\displaystyle {\overline {w}}}, wodurch man die Änderung in der betrachteten Eigenschaft „Altruismus“ in der Kindgeneration im Vergleich zur Elterngeneration erhält, und zwar ausschließlich in Abhängigkeit von Parametern und Variablen der Elterngeneration:
{\displaystyle \Delta {\overline {z}}={\frac {(b-a)\operatorname {var_{i}} (z_{i})-a\operatorname {E_{i}} (\operatorname {var_{j}} (z_{ij}))}{k+(b-a){\overline {z}}}}~~~~~~~~~~~~~~~~~~~~~~(A.21)}
Der Vorteil dieser Schreibweise mit der Varianz ist, dass die Varianz immer größer oder gleich null ist.
Der erste Term dieser Gleichung stellt den Vorteil dar, den jede Gruppe durch ihre altruistischen Mitglieder hat. Er ist größer null, wenn {\displaystyle b>a} ist.
Der zweite Term gibt den Verlust an altruistischen Mitgliedern wieder, den jede Gruppe hat. Es handelt sich in jedem Fall um einen Verlust, da beide Größen {\displaystyle a} und die Varianz größer null sind und somit das Minus den Verlust oder bestenfalls den Nicht-Gewinn unausweichlich macht.
Man erinnere sich nun wieder an Fishers fundamentales Theorem der natürlichen Selektion: „Der Zuwachs in der mittleren Fitness jedes Organismus, der zu einem beliebigen Zeitpunkt aus der natürlichen Selektion folgt und durch eine Änderung in der Gen-Häufigkeit vermittelt wird, ist exakt gleich zur genetischen Varianz in der Fitness zu diesem Zeitpunkt.“
Man hat es in der Ergebnisgleichung mit zwei Varianzen zu tun. Die Varianz in der durchschnittlichen Altruismusneigung über die Gruppen gesehen, kann ({\displaystyle b>a}) zu einem Zuwachs an Altruismus führen. Man hat es also mit einem Effekt der Gruppenselektion zu tun. Die durchschnittliche Varianz in der Altruismusneigung innerhalb einer Gruppe führt durch eine Reduktion der Anzahl der Altruisten jedoch zu einer Verringerung der gesamten durchschnittlichen Altruismusneigung. Hier hat man es folglich mit einem Effekt der individuellen Selektion zu tun. Es sind also beide Ebenen der Selektion präsent. Welche netto dominiert bestimmen die Parameter {\displaystyle a} und {\displaystyle b}, sowie die beiden Varianzen.
Schließlich sei darauf hingewiesen, dass der Zuwachs an Altruismus umso kleiner ist, je größer die Neigung zum Altruismus bereits ist. Man betrachte hierzu den Nenner der Ergebnisgleichung.
Der Parameter {\displaystyle k} hat die Bedeutung einer allgemeinen Trägheit: Je größer er ist, umso langsamer wird die Änderung (zeitlich) ablaufen. Er kann jedoch die generelle Tendenz nicht umkehren. Je besser angepasst die Individuen der betrachteten Population also – auch aus anderen Gründen als ihrer Altruismusneigung – bereits sind, umso langsamer wird sich ihre Altruismusneigung verstärken, selbst wenn die Tendenz auf Grund der restlichen relevanten Kenngrößen des Systems in diese Richtung geht.

### Konkrete Ausarbeitung mit Zahlenwerten und die Bedeutung der Definition dessen, was eine Gruppe ist
Um deutlich zu machen, wie wichtig es ist, die Gruppen korrekt zu identifizieren, werden für die Parameter nun Zahlen eingesetzt und die Gruppen explizit definiert. (Für die Wahl der Parameter entscheidend ist nur {\displaystyle b>a} und dass ansonsten die Rechnungen zu „schönen“ Ergebnisse führen.) Es seien
{\displaystyle a=1~}
{\displaystyle b=2~}
{\displaystyle k=1~}
In diesem Fall kann man Gleichung (A.21) sehr symmetrisch schreiben als:
{\displaystyle \Delta {\overline {z}}={\frac {\operatorname {var_{i}} (\operatorname {E_{j}} (z_{ij}))-\operatorname {E_{i}} (\operatorname {var_{j}} (z_{ij}))}{1+{\overline {z}}}}~~~~~~~~~~~~~~~~~~~~~~(a.1)}
Es gebe zwei Gruppen, die jeweils wiederum aus zwei Mitgliedern bestehen sollen. Nun sollen zwei Fälle betrachtet werden.
Fall 1:
{\displaystyle z_{00}=z_{01}=0~}
{\displaystyle z_{10}=z_{11}=1~}
und Fall 2:
{\displaystyle z_{00}=z_{10}=0~}
{\displaystyle z_{01}=z_{11}=1~}
Im ersten Fall sind die Mitglieder einer Gruppe identisch hinsichtlich ihrer Altruismusneigung. Im zweiten Fall sind sie dies nicht, dafür sind die Gruppen identisch, was ihre Mitglieder angeht. In jeder befindet sich ein Egoist und ein Altruist.
Berechnet man nun {\displaystyle \Delta z} für Fall 1, so erhält man {\displaystyle \Delta z=+1/6}, im zweiten Fall völlig entgegengesetzt jedoch {\displaystyle \Delta z=-1/6}. Dies kommt für Fall 1 folgendermaßen zustande: Die egoistische Gruppe bleibt in jeder Generation mit 2 Mitgliedern gleich groß. Die altruistische Gruppe hingegen verdoppelt in jeder Generation ihre Größe. Der Effekt ist deswegen so groß („verdoppeln“), da {\displaystyle (b-a)/k=1} ist, die Eigenschaft der Altruismusneigung mit dieser Parameterwahl und bei {\displaystyle 0\leq z_{ij}\leq 1} genau 50 % der Gesamtfitness darstellt und alle anderen Effekte zusammen auch nur eine Hälfte ausmachen. In Fall 2 stellt sich die Populationsentwicklung so dar, dass der jeweils eine Altruist in beiden Gruppen in jeder Generation erhalten bleibt, sich die Zahl der Egoisten jedoch von Generation zu Generation verdoppelt. Der tiefere Grund für diesen fundamentalen Unterschied zwischen Fall 1 und Fall 2 ist, dass in Fall 1 die Individuen identisch bezüglich der betrachteten Eigenschaft sind (Varianz=0) und die Gruppen sich in den Durchschnitten ihrer Individuen unterscheiden (große Varianz), in Fall 2 hingegen die Individuen in einer Gruppe sich unterscheiden, die Gruppen in ihren Durchschnittswerten jedoch identisch sind. Entscheidend ist also die Frage, wo die größere Varianz ist (vgl. „Fishers fundamentales Theorem der natürlichen Auslese“): Wenn die Individuen in einer Gruppe sich untereinander stärker unterscheiden, als die Gruppen (im Schnitt ihrer Mitglieder), dann stehen sie in direkter Konkurrenz zueinander innerhalb ihrer Gruppe (individuelle Selektion). Sind die Individuen innerhalb der Gruppen jedoch sehr ähnlich und unterscheiden sich die Gruppen stark voneinander, dann reduziert sich der Selektionsdruck innerhalb der Gruppen und die Individuen stehen indirekt über ihre Gruppenmitgliedschaft mit den Mitgliedern der anderen Gruppen in Konkurrenz (Gruppenselektion). Dies ist der Fall, der – in diesem Modell – das Entstehen von Altruismus innerhalb der Gruppen fördert bzw. altruistische Gruppen schneller wachsen lässt als nicht-altruistische Gruppen.
Man erkennt, dass man auf die Frage „Was wird sich entwickeln?“ schon beim Identifizieren der relevanten Gruppen einen entscheidenden Fehler machen kann. Glaubt man beispielsweise, dass für die Frage nach der Evolution von Altruismus die Nationalität entscheidend ist (man betrachte beispielsweise zwei Österreicher und zwei Schweizer), kann man zu falschen Schlussfolgerungen gelangen, wenn es in Wirklichkeit die Angehörigkeit zu den Mengen „Star-Wars-Fan“ und „Raumschiff-Enterprise-Fan“ ist und jeweils einer der betrachteten Schweizer und Österreicher Star-Wars-Fan und der andere Raumschiff-Enterprise-Fan ist. Wie oben angemerkt, ist für die Zusammenfassung zu Gruppen zur Anwendung der Price-Gleichung die Frage entscheidend, wo Altruismus ausgeübt wird. Und die solcherarts gefundenen Gruppen müssen intern homogener sein, als die Gruppen untereinander, sonst wird Altruismus im Laufe der Generationen verschwinden. Zum einen müssen sich also Altruisten (und möglichst auch die Nicht-Altruisten, sprich Parasiten) zu Gruppen zusammenfinden, zum anderen -- elementare Voraussetzung der Evolutionsbiologie -- müssen altruistische Neigungen zumindest teilweise genetisch bestimmt sein, damit eine Art altruistischer wird. Trifft die erste Bedingung nicht zu, setzen sich in jeder Gruppe die Parasiten durch.
Nun ist jedoch jedes Individuum, insbesondere jeder Mensch Teil einer Unzahl von Mengen. Man betrachte zur Verifikation dieser Aussage nur die Anzahl Kategorien, die für die Biographie-Artikel bei Wikipedia existieren und von denen eine Vielzahl einer einzelnen Person gleichzeitig zugeordnet werden können. Jede dieser Kategorie kann eine gewisse Relevanz als Gruppe im Sinne der Evolution des Altruismus besitzen, d. h. die Mitglieder der Kategorie zeigen untereinander wechselseitig irgendeine Art altruistischen Verhaltens. Das hier präsentierte Modell stellt folglich eine starke Vereinfachung der Realität dar.